# Розенталис, Эдуардас
Эдуардас Леович Розенталис (Эдуард Розенталь, лит. Eduardas Rozentalis; род. 27 мая 1963 года, Вильнюс, Литовская ССР) — советский и литовский шахматист, гроссмейстер (1991).
Сын двукратной чемпионки Литвы по шахматам Иланы Розенталене (род. 1937).
В составе сборной СССР чемпион мира среди молодёжи (1985).
В составе сборной Литвы участник следующих соревнований:
- 9 олимпиад (1992—1998, 2002—2010)[1];
- 5 командных чемпионатов Европы (1992-1999, 2005-2007)[2];

В 1995 году он впервые выступал на открытом чемпионате Канады по шахматам.

## Изменения рейтинга
| Графики недоступны из-за технических проблем. См. информацию на Фабрикаторе и на mediawiki.org. |